# Wyrakokształtne
Wyrakokształtne (Tarsiiformes) – infrarząd ssaka naczelnych z podrzędu wyższych naczelnych (Haplorhini).

## Zasięg występowania
Infrarząd obejmuje gatunki występujące w orientalnej Azji.

## Systematyka
Do infrarzędu należy jedna występująca współcześnie rodzina:
- Tarsiidae J.E. Gray, 1825 – wyrakowate

Opisano również rodzinę wymarłą:
- Omomyidae Trouessart, 1879